# 424. п. н. е.

## Догађаји
- Након погибије Ситалка I  у боју са Трибалима, Сеут I је постао „одришки краљ као и краљ остале Тракије, којом је владао Ситалк“. За време његова владања, како Тукидид преноси, порез је знатно подигнут, што је ојачало државу али и изазвало незадовољство у Одриској краљевини.

- Ксеркс II влада као краљ Персије само око 45 дана док није убијен. Наводно су га, док је био пијан, убили Фарнакија и Меностан по наређењу Согдијана, сина једне од Артаксерксових конкубина, Алогине из Вавилона.

- На Сабору у Гели, државник Хермократ из Сиракузе убеђује градове Сицилије да пристану на мир и позива на искључење страних сила. Као резултат тога, трогодишњи рат између његовог града и проатинског града на Сицилији се завршава, а атинске снаге, које су послате на Сицилију да подрже грчка насеља, приморане су да се повуку.
- Демостен и Хипократ покушавају да заузму Мегару. Поражавају их Спартанци под вођством свог генерала Брасида. Демостен затим маршира ка Наупакту како би помогао у демократској револуцији и окупио трупе за инвазију на Беотију. Међутим, Демостен и Хипократ нису у стању да координирају своје нападе и Хипократ је поражен у бици код Делијума од стране Пагонде из Тебе. Током битке, Сократ је спасао живот Алкибијаду. Демостен напада Сикион и тамо је поражен.
- Након што је осујетио атински напад на Мегару, Брасида маршира кроз Беотију и Тесалију до Халкидике на челу 700 хелота и 1000 пелопонеских плаћеника како би се придружио македонском краљу Пердики II. Одбијајући да буде средство за остваривање Пердикиних амбиција, Брасида осваја важне градове Акант, Стагир, Амфипољ и Торони, као и неколико мањих градова. Напад на Ејон је осујећен доласком Тукидида на челу атинске ескадриле.
- Брасидино освајање града Амфипоља представља велики пораз за Атину, за који се атински генерал (и будући историчар) Тукидид сматра одговорним и зато је протеран. Ово Тукидиду пружа прилику да се посвети проучавању историје, путовањима и шири контакте, посебно на пелопонеској страни.
- Никија осваја пелопонеско острво Китеру.
- Аристофан ствара комедију „Витезови“.
- Завршен је храм Атине Нике (познат и као Бескрилна победа) на атинском Акропољу. Пројектовао га је атински архитекта Каликрат.